# El Nancito
El Nancito är en ort i Mexiko.   Den ligger i kommunen Amatenango de la Frontera och delstaten Chiapas, i den sydöstra delen av landet, 900 km sydost om huvudstaden Mexico City. El Nancito ligger 734 meter över havet och antalet invånare är 134.
Terrängen runt El Nancito är kuperad åt nordväst, men åt sydost är den bergig. Runt El Nancito är det ganska tätbefolkat, med 199 invånare per kvadratkilometer. Närmaste större samhälle är Frontera Comalapa, 14,0 km väster om El Nancito. I omgivningarna runt El Nancito växer huvudsakligen savannskog.